# Italiques (association)
Italiques est une association culturelle française sans but lucratif créée en 1997 et présidée pendant plus de vingt ans par Paolo Carile, désormais président d'honneur. Elle est présidée par Jean Musitelli depuis 2017. Elle a son siège social à Paris, dans le cinquième arrondissement, et réunit, notamment, des universitaires, professeurs, écrivains, artistes, critiques, journalistes, hauts fonctionnaires français, italiens ou belges.
L’association Italiques n'est pas une société savante ; elle crée des événements culturels qui favorisent l’approfondissement des échanges culturels entre trois pays européens, la France, la Belgique et l’Italie. Elle organise des rencontres (journées d’études, colloques, hommages, rencontres autour d’un livre de ses membres) le plus souvent interdisciplinaires, sur des thèmes variés et en privilégiant une approche par regards croisés. L'ambition d'Italiques est de promouvoir les débats entre des intellectuels de cultures différentes partageant la même passion de l'Italie. Si les thématiques abordées ont longtemps été principalement littéraires, elles sont également historiques ou relèvent de l'histoire culturelle, variant selon les centres d'intérêts de ses membres.

## Histoire
L’association Italiques a été créée à Paris en 1997 par Paolo Carile, Michèle Gendreau-Massaloux, Yves Hersant, Elisabeth de Balanda et Sylviane Leoni qui souhaitaient nourrir leur réflexion en croisant les perspectives sur des thèmes communs et partager leur intérêt pour les cultures latines en général et pour l'Italie, en particulier. Depuis sa création, Italiques a organisé plus de trente événements culturels à Paris, Bruxelles, en Corse (Université de Corse Pasquale Paoli), et dans plusieurs villes d'Italie (Rome, Palerme, Trieste, Bologne, Ferrare, Urbino, Florence). Si l'association est française à l'origine, Italiques a pu développer ses activités en Belgique grâce à Marc Quaghebeur et Marie-France Renard (professeure émérite de l'Université Saint-Louis à Bruxelles, membre du conseil d’administration des Archives et Musée de la littérature de Bruxelles), devenue vice-présidente. Deux autres vice-présidents ont été nommés depuis : Letizia Norci Cagiano de Azevedo (professeure honoraire de littérature française en Italie, directrice de la Fondation Primoli, à Rome), vice-présidente d'Italiques depuis 2022 et Alessandro Giacone (professeur d'histoire à l'Université de Bologne), vice-président également depuis 2016.

### Personnalités associées àItaliques
Italiques rassemble de nombreuses figures marquantes du monde intellectuel français, belge ou italien, dont l'implication a permis le développement de l'association. Ont été associés aux activités d'Italiques, comme membres ou intervenants : des écrivains comme Alberto Arbasino (1930-2020), Prix Italiques 1998, Hector Bianciotti (1930-2012), membre de l’Académie française, Vincenzo Consolo (1933-2012), Jean-François Revel (1924-2006), membre de l’Académie française, Jacqueline Risset (1936-2014) en l'honneur de laquelle un hommage a été organisé en 2014 par Italiques ; des journalistes comme Corrado Augias, Fabio Gambaro ou Michele Canonica, des artistes comme le cinéaste Ettore Scola (1931-2016), qui remit à Jean Gili le premier prix Italiques ; des scientifiques comme Christian Feller ou Didier Reinharez ; des universitaires comme Fabio Alberto Roversi Monaco (it) ancien recteur de l'université de Bologne, Paolo Fabbri (1939-2020), sémiologue, ancien directeur de l’Institut culturel italien de Paris, Georges Molinié (1944-2014), philologue, linguiste, ancien président de l’université Paris 4-Sorbonne, Roland Mortier (1920-2015), membre de l’Académie royale de Belgique, des traducteurs comme Carlo Ossola, philologue et professeur au Collège de France, des philosophes comme Jean Ferrari (†), des historiens comme Benedetta Craveri, Gilles Pécout, Marc Lazar ou encore des politiciens ou diplomates attachés à la culture comme Xavier Emmanuelli, Walter Veltroni, ancien maire de Rome, Loïc Hennekinne (1940-2020), ancien ambassadeur de France à Rome, Xavier North, Enrico Letta, Alain le Roy et Maurizio Serra, désormais Académicien.
Le livre Vingt ans en Italiques-Vent'anni di Italiques, publié aux éditions Aracne en 2017, sous la direction de Paolo Carile et Marc Cheymol (professeur honoraire de littérature comparée, Secrétaire général de l’association Italiques de 2014 à 2018) retrace l'histoire du développement de l'association de 1997 à 2017. Il est l'aboutissement d'un colloque qui s'est tenu pour les vingt ans de l'association, le 7 décembre 2017, à l'Institut culturel italien de Paris,.
Le rôle historique de l'association Italiques dans les échanges entre universités européennes a été évoqué par le président italien Giorgio Napolitano lors de la cérémonie de sa nomination comme docteur honoris causa de l'Université Paris-Sorbonne, en 2010, à l'occasion de sa visite à Paris pour l'anniversaire de l'unité italienne. Au cours de cette cérémonie, les actes du colloque d'Italiques sur l'université du XXIe siècle lui ont été offerts.

### Partenariats
Au fil des ans, l'association a établi des liens avec plusieurs institutions publiques (mairie de Paris, mairie de Rome, mairie de Palerme, Parlement wallon, Archives et Musée de la Littérature de Bruxelles, Académie française, Ambassade de France en Italie et Ambassade d’Italie en France, Institut culturel italien de Paris, Institut culturel italien de Bruxelles, Institut français - Centre Saint-Louis de Bruxelles, Maison de l'Italie de la Cité Universitaire, Institut français de Florence) ou des organisations internationales (UNESCO, Union Latine, Agence universitaire de la Francophonie, AlmaLaurea (it)).
Elle bénéficie ponctuellement de l'aide de fondations ou associations (Società Dante Alighieri, Comité des Italiens de l'étranger, Fondazione Primoli, au Palais Primoli de Rome, Fondation Circolo Fratelli Rosselli de Florence, Fondation Romolo Murri d'Urbino). Depuis sa création, Italiques collabore avec des établissements universitaires pour l'organisation de ses colloques (École normale supérieure, Sciencespo, Université de Paris-Sorbonne, Université de Rome III, Université de Palerme, Université de Bologne, Université de Ferrare, Accademia nazionale dei Lincei, Collège des Bernardins).
Chaque événement qu'elle organise est l'occasion pour l'association de nouer ou de renforcer des partenariats lui permettant d'obtenir des soutiens financiers, matériels ou éditoriaux. L'association a ainsi été accueillie dans des lieux chargés d'histoire (comme la Coupole de l'Académie Française où fut remis le IVe prix Italiques à Diane de Selliers, en présence d'Hélène Carrère d'Encausse ou la salle Pietro da Cortona du musée du Capitole où fut remis le VIIIe prix Italiques à l'historienne de la philosophie Giulia Belgioioso).
Grâce à l'implication de ses membres, Italiques bénéficie de l'aide de mécènes et de partenaires issus du secteur privé (Generali, Fondation de la Caisse d'épargne de Bologne (it), Nuovi Mecenati, Secrétariat européen pour les publications scientifiques (SEPS) de Bologne, ENI).

## Organisation

### Président d’honneur
Professeur émérite de littérature française à l’Université de Ferrare, Paolo Carile a enseigné dans plusieurs universités francophones (université de Dijon, université de Tours, université de Toulouse et université du Québec) et publié en Italie, en France et au Québec. Ses travaux portent notamment sur la littérature francophone, les récits de voyages du XVIe au XVIIIe siècle, et le roman français au XXe siècle. Il a été Président de la Société universitaire pour les études de langue et littérature française (Rome) et de son prix de Francesistica. Il siège au conseil scientifique de la Fondation Primoli de Rome depuis 2021. Paolo Carile est chevalier de la Légion d’Honneur (décoré au Palais Farnèse, par M. Jacques Blot, ambassadeur de France à Rome), officier des Palmes académiques, chevalier dans l’Ordre National du Mérite, il est également docteur Honoris Causa de l’université de Toulouse-le-Mirail, membre de l’Académie des sciences, arts et belles-lettres de Dijon, officier dans l’Ordre de l’Étoile de la solidarité italienne et officier dans l’Ordre de la Couronne de Belgique. Il a reçu le Prix du rayonnement de la langue française de l'Académie française, en 2003. Paolo Carile a publié récemment, Écritures de l’ailleurs. Négociants, émigrés, missionnaires et galériens, Paris, 2020, L’Harmattan; Huguenots sans frontières : voyage et écriture à la Renaissance et à l’âge classique, Nouvelle édition, revue et augmentée, Paris, Classiques Garnier, Collection « Géographies du monde », 2023.

### Président
Jean Musitelli est conseiller d’État honoraire, c'est un agrégé d'italien, ancien élève de l’École normale supérieure de Saint-Cloud et de l’École nationale d’administration. Il a été conseiller à l’ambassade de France à Rome de 1981 à 1984, conseiller diplomatique puis porte-parole du président François Mitterrand entre 1984 et 1995, chargé de mission auprès des ministres des affaires étrangères Roland Dumas et Hubert Védrine, ambassadeur de France auprès de l’UNESCO de 1997 à 2002. Il a été président du Congrès de l’Union latine et de l’Institut national du patrimoine. Il a présidé la Commission de la copie privée de 2015 à 2021. Il est chevalier de la Légion d'honneur et commandeur des Arts et Lettres. Depuis 2019, il préside la Società Dante Alighieri et depuis 2021, il est membre du conseil scientifique de la Fondation Primoli, située dans le Palais Primoli de Rome.

### Conseil d'administration
Membres du conseil d'administration : Paolo Carile, Roberto Antonelli (it), Francesca Belviso, Marc Cheymol, Simonetta Franci-Fabbri, Michèle Gendreau-Massaloux, Alessandro Giacone, Jean Gili, Catherine Gottesman, Yves Hersant, François Moureau, Jean Musitelli, Letizia Norci Cagiano de Azevedo, Marie-France Renard, Costanza Stefanori, Noëlle Uri, Isabel Violante.
L'adhésion à l'association Italiques nécessite le parrainage de deux membres.

## Activités
Chaque année, en plus de son assemblée générale annuelle, l'association Italiques organise un colloque, et une ou plusieurs rencontres.

### Publications
L'association Italiques a publié les actes de ses rencontres chez de nombreux éditeurs : en Italie, chez Unicopli, Artemide, aux Éditions d'histoire et de littérature (it), aux Presses de l'université de Pavie, chez Palumbo éditions (it),, ainsi qu'aux Presses de l'Université de Bologne (en),, ; en Belgique, aux éditions Peter Lang; et en France, aux Éditions universitaires de Dijon, aux Presses universitaires de la Sorbonne, aux Presses Sorbonne nouvelle.
Italiques dispose, depuis 2004, d’une collection au sein de la maison d'édition italienne Aracne (it) fondée, à Rome, par Gioacchino Onorati. Le directeur de collection (collana Italiques) est Paolo Carile (comité scientifique : Dominique Budor, Marc Cheymol, Alessandro Giacone, Yves Hersant, Jean Musitelli, Jean Gili, Marie-France Renard). Italiques publie également, depuis 2023, chez Tab edizioni (Rome). Ces travaux ont fait l'objet de recensions dans la littérature académique, bien que l'objet de l'association ne soit pas uniquement scientifique, ou de compte-rendus dans la presse grand public,,,.

## Le prixItaliques
Le prix Italiques, créé en 1997, en même temps que l'association, récompense chaque année, à l'automne, alternativement, une œuvre francophone, belge ou française, écrite ou non, consacrée à l’Italie ou une œuvre italienne portant sur la culture et la société en France ou en Belgique. L’œuvre primée doit contribuer à une meilleure connaissance réciproque des cultures et sociétés française, belge et italienne. Le prix Italiques est remis, en général, en clôture du colloque annuel de l'association, dans le lieu où il est organisé. Il consiste en un diplôme honorifique.

### Jury
Le jury international du prix Italiques est composé de huit à dix membres et renouvelé chaque année en fonction du pays dans lequel est attribué le prix .

### Lauréats du prixItaliques
- 2024 : Philippe Bordas pour Le Célibataire absolu. Pour Emilio Gadda, Paris, Gallimard, 2022.
- 2023 : Daria Galateria pour Il Bestiario di Proust, Palerme, Sellerio, 2022.
- 2022 : René de Ceccatty, pour Avec Pier Paolo Pasolini, Éditions du Rocher, 2022.
- 2021 : Mariolina Bongiovanni Bertini (it) pour L’ombra di Vautrin. Proust lettore di Balzac, Rome, Carocci (it), 2019[31],[32].
- 2020 : Jean-Louis Fournel et Jean-Claude Zancarini, pour Machiavel, une vie en guerres, Paris, Passés Composés, 2020[33].
- 2019 : Vincent Engel, pour Viva !, pièce sur Vivaldi créée à l’automne 2017 avec Pietro Pizzuti et l’ensemble musical des Muffatti.
- 2018 : Luca Francesconi, pour l’opéra Trompe-la-mort, Milan, édition Casa Ricordi, en création mondiale à l'Opéra national de Paris le 16 mars 2017[34].
- 2017 : Jean-Louis Poirier, pour Ne plus ultra, Dante et le dernier voyage d’Ulysse, Paris, Belles Lettres, 2016. Stéphane Mourlane et Dominique Païni, pour Ciao Italia ! Un siècle d’immigration et de culture italiennes en France, Paris, Éditions de La Martinière et Musée national de l’histoire de l’immigration, 2017[35].
- 2016 : Pietro Pizzuti, pour l’ensemble de son œuvre de comédien, auteur, traducteur et metteur en scène[36].
- 2014 : Patrick Boucheron, pour Conjurer la peur. Sienne 1338 – Essai sur la force politique des images, Paris, Seuil, 2014[37].
- 2013 : Eugenio Scalfari (†) pour Per l’alto mare aperto, Turin, Einaudi, 2010 et Diego Dilettoso pour Parigi e la Francia di Carlo Rosselli, Milan, Biblion edizioni, 2013[38],[39].
- 2012 : Pierre Milza (†) pour Garibaldi, Paris, Fayard, 2012[40].
- 2011 : Philippe Herreweghe, chef d’orchestre, créateur du chœur belge Collegium vocale Crete senesi[41].
- 2009 : Marco Gervasoni pour François Mitterrand. Una biografia politica e intellettuale, Turin, Einaudi, 2007. Mention spéciale à Umberto Coldagelli (it) pour La quinta Repubblica da De Gaulle a Sarkozy, Rome, Donzelli (it), 2009[42].
- 2008 : Édouard Pommier (†) pour Comment l’art devient l’Art dans la Renaissance italienne, Paris, Gallimard 2007[43].
- 2007 : Pierre Jodogne pour son édition des Lettere de Francesco Guicciardini, Rome, Edizioni di Storia e Letteratura, et André Sempoux (†) pour son œuvre romanesque sur l’Italie[44].
- 2006 : Giulia Belgioioso pour son édition de Tutte le lettere, 1619-1650 de René Descartes, Milan, Bompiani. Mention spéciale à Maria Teresa Caracciolo pour Da Lille a Roma, Jean-Baptiste Wicar e l’Italia, Milan, Electa (it) 2002[45].
- 2004 : Martin Rueff pour l’anthologie Trente ans de poésie italienne : 1975-2004, publiée par la revue Po&sie, n°109 (2004) et 110 (2005), Paris, Belin et Bertrand Schefer pour sa traduction du Zibaldone de Giacomo Leopardi, Paris, Éditions Allia[46],[47].
- 2003 : Damien Wigny (†) pour ses guides sur la Toscane, Milan, Electa (it)[48].
- 2002 : Benedetta Craveri pour La civiltà della conversazione, Milan, Éditions Adelphi, 2001[49].
- 2001 : Diane de Selliers pour l’édition illustrée de La Légende dorée de Jacques de Voragine, Paris, Diane de Selliers éditeur[50].
- 2000 : Hugues Le Paige pour le film-documentaire O Belgio mio (une production Dérives, diffusion Arte Belgique RTBF) .
- 1998 : Alberto Arbasino (†) pour Parigi o cara, Milan, Éditions Adelphi[51].
- 1997 : Jean A. Gili pour Histoire du cinéma italien des origines à nos jours, Paris, Éditions La Martinière[52].